# 電視新聞鏡面

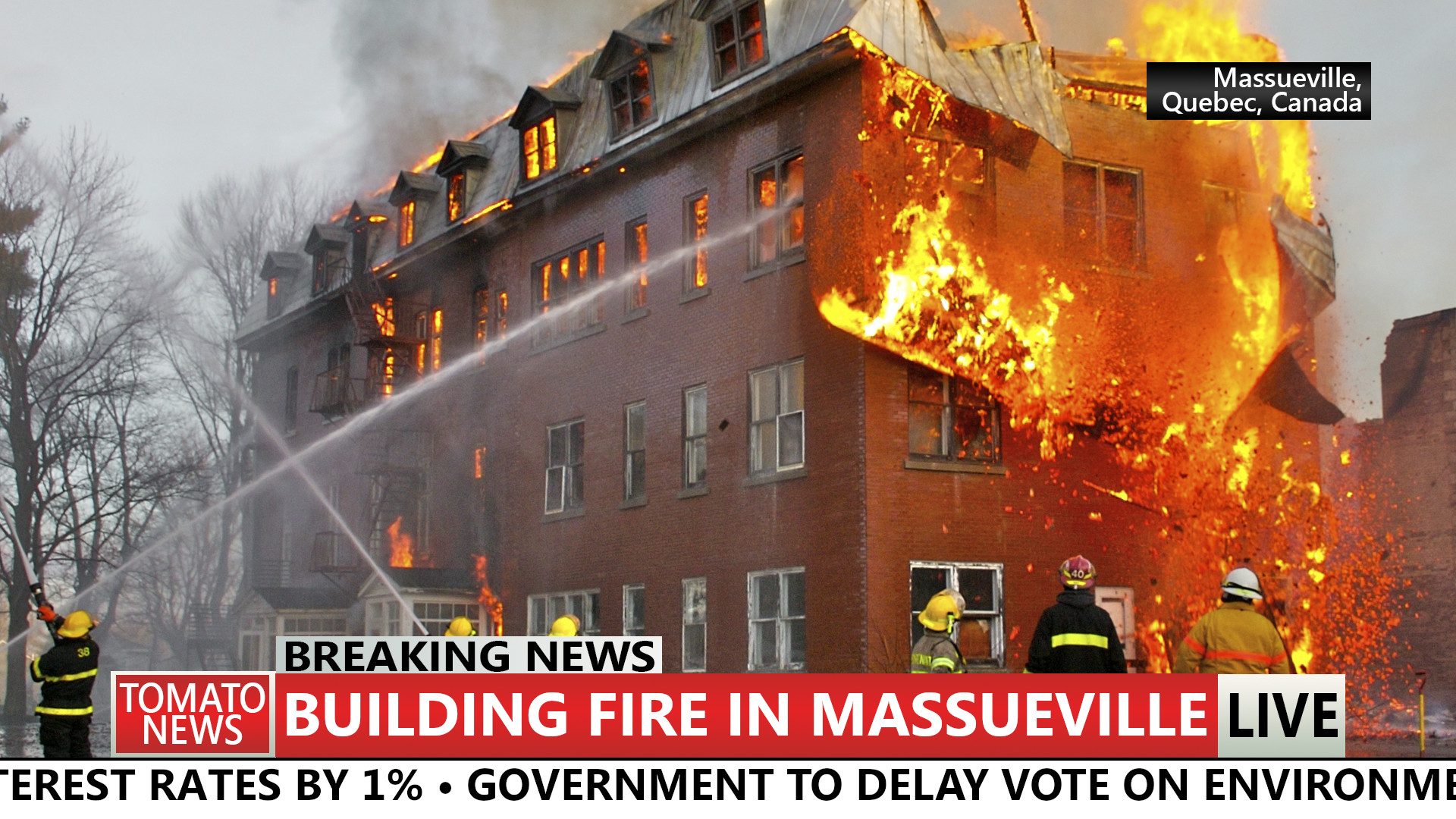
模擬的美國電視新聞畫面

電視新聞鏡面（英語：Television news screen layout），在台灣多簡稱為鏡面，香港稱為版面、介面，是指電視新聞播出時所呈現的所有畫面。鏡面通常包括了新聞主畫面、新聞標題、電視台標誌、新聞跑馬燈，此外依據電視台或節目的不同，也可能會包括氣象、地圖、股市指數等其他的元素。
電視新聞鏡面的主要目的，是為了讓觀眾在同一時間能快速掌握更多資訊。而鏡面中過多的資訊元素，有時候也會干擾觀眾的收視。

## 鏡面結構

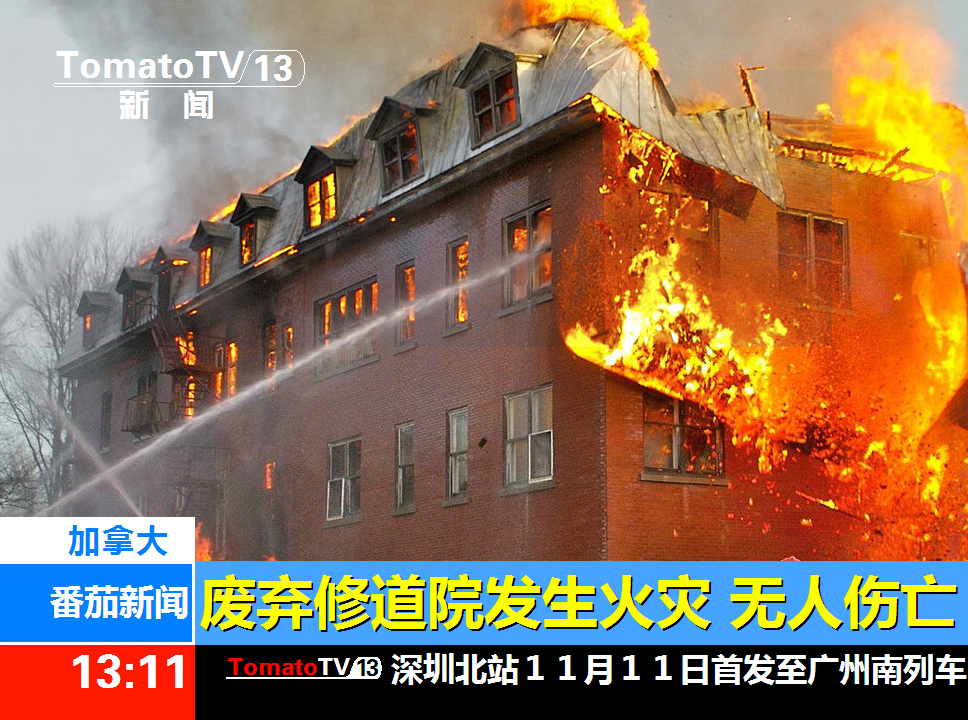
模拟中央电视台新闻频道的镜面结构（2009.7.27-2019.10.16）

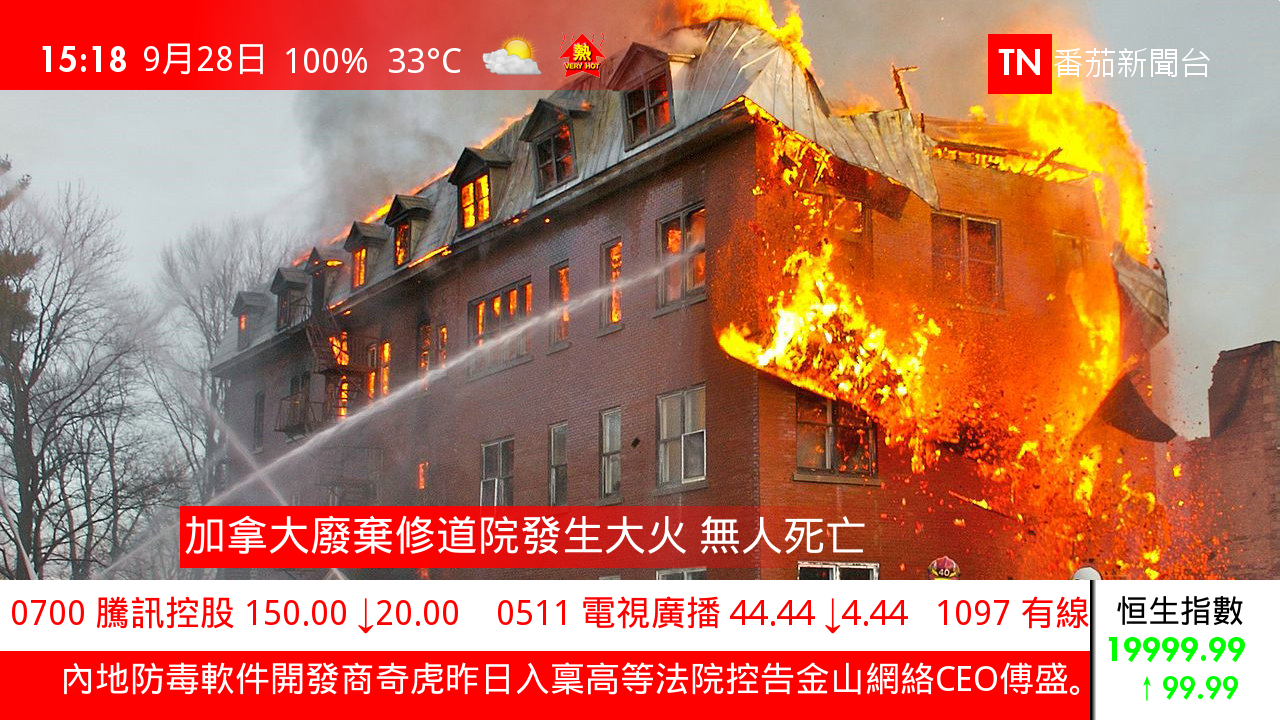
模擬無綫新聞台的鏡面結構

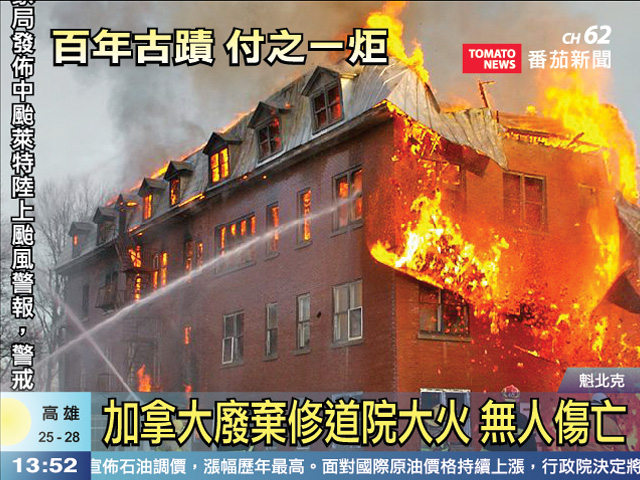
模擬台灣電視台的鏡面結構

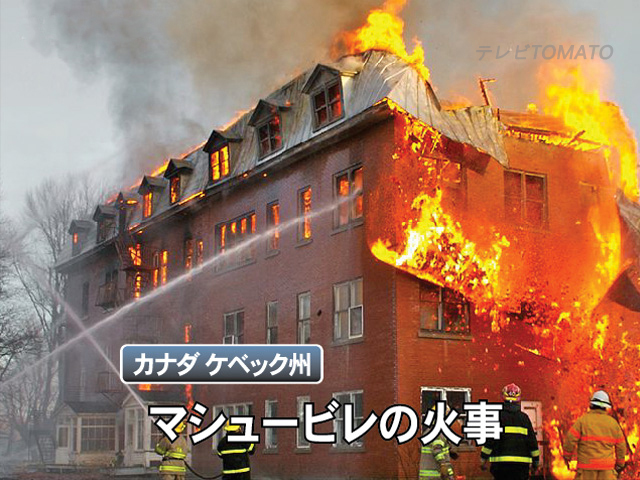
模擬日本電視台的鏡面結構